# Leribe Airport
Leribe Airport är en flygplats i Lesotho.   Den ligger i distriktet Leribe District, i den norra delen av landet, 80 km nordost om huvudstaden Maseru. Leribe Airport ligger 1 634 meter över havet.
Terrängen runt Leribe Airport är kuperad åt nordväst, men åt sydost är den platt. Runt Leribe Airport är det ganska tätbefolkat, med 124 invånare per kvadratkilometer. Närmaste större samhälle är Leribe, 2,0 km söder om Leribe Airport. Trakten runt Leribe Airport består i huvudsak av gräsmarker.